# 2023 en littérature
| Années de la littérature : 2020 - 2021 - 2022 - 2023 - 2024 - 2025 - 2026    |
| Décennies de la littérature : 1990 - 2000 - 2010 - 2020 - 2030 - 2040 - 2050 |

Cet article présente les faits marquants de l'année 2023 en littérature.

## Commémorations
- 3 janvier : centenaire de la mort de Jaroslav Hašek, écrivain tchèque.
- 9 janvier : centenaire de la mort de Katherine Mansfield, écrivaine britannique d'origine néo-zélandaise.
- 31 janvier : centenaire de la naissance de Norman Mailer, écrivain américain.
- 27 février : bicentenaire de la naissance d'Ernest Renan, écrivain français.
- 22 avril : centenaire de la naissance de Paula Fox, écrivaine américaine.
- 10 juin : centenaire de la mort de Pierre Loti, écrivain français.
- 19 juin : quadricentenaire de la naissance de Blaise Pascal, mathématicien, philosophe et moraliste français.
- 24 juin : centenaire de la naissance d'Yves Bonnefoy, poète français.
- 2 juillet : centenaire de la naissance de Wisława Szymborska, poétesse polonaise, prix Nobel de littérature.
- 11 juillet : tricentenaire de la naissance de Jean-François Marmontel, écrivain français.
- 17 août : centenaire de la naissance de Robert Sabatier, écrivain français.
- 31 août : centenaire de la naissance de Georges Perros, écrivain français.
- 15 octobre : centenaire de la naissance d'Italo Calvino, écrivain italien.
- 20 novembre : centenaire de la naissance de Nadine Gordimer, femme de lettres sud-africaine, prix Nobel de littérature.
- 2 décembre : centenaire de la naissance de Roland Dubillard, dramaturge français.
- 4 décembre : centenaire de la mort de Maurice Barrès, écrivain français.
- 12 décembre : centenaire de la mort de Raymond Radiguet, écrivain français.
- 14 décembre : centenaire de la création de la pièce de Jules Romains, Knock ou le Triomphe de la médecine.

## Évènements
- 17 décembre : au cours des fortes crues qui touchent la France métropolitaine en décembre 2023, la plus grande librairie d'Europe, le Village du livre de Sablons, qui abrite 8 millions de livres anciens, est inondée ; plus d'une centaine de milliers d'ouvrages, ceux qui étaient stockés dans les sous-sols, sont détruits par l'eau[1].
- 18 décembre : l'écrivain russe Boris Akounine, qui vit déjà en exil au Royaume-Uni après s'être opposé à l'annexion de la Crimée par la Russie en 2014, est placé sur la liste des personnalités "terroristes et extrémistes" du Rosfinmonitoring, les services de renseignements financiers russes, en raison de son opposition à l'Invasion de l'Ukraine par la Russie et pour avoir cofondé un projet d'aide aux réfugiés ukrainiens[2].

## Janvier

### 4 janvier
- Ernest et Rebecca, tome 1 : Mon copain est un microbe de Guillaume Bianco
- Mauvais monstre d'Enzo Berkati

### 6 janvier
- Batman Superman World’s Finest, Tome 1 : Le diable Nezha de Dan Mora
- New Hope, Tome 1 : Celle qui voulait infiltrer d'Epsilon Jalo
- Nocéan, Tome 1 : Atari et Tikad' Efa

### 11 janvier
- Les Reines de sang : La Kahina, la reine berbère, Tome 2de Dragan Paunovic
- La Compagnie rouge de Jean-Michel Ponzio
- Orgueil et préjugés, Tome 3 : Pemberley de Jane Austen
- L'université des chèvres de Christian Lax
- Equinox, Tome 1 : Cheval de Lune d' Aurora Gate
- Les Légendaires : Stories, Tome 3 : Ténébris et l'île du Dordogon de Didier Crisse

### 13 janvier
- Elliot au collège, Tome 1 : Panique en sixième de Théo Grosjean

### 18 janvier
- Sourire d’acier, Tome 1 : Le Grand Effacement de Fabien Dalmasso
- Suc Chéri
- L' Ogre Lion, Tome 2 : Les trois lions de Bruno Bessadi

### Biographies
Michel Sardou - "Je suis un homme libre" de bertrand tessier sorti le 2 novembre

### Essais

#### En traduction française
- Andrea Dworkin, Woman Hating : De la misogynie, traduit de l'anglais (États-Unis) par Camille Chaplain et Harmony Devillard, des femmes-Antoinette Fouque, Paris.

### Livres géopolitiques
- Jean Lopez et Benoist Bihan, Conduire la guerre. Entretiens sur l'art opératif, Editions Perrin, janvier 2023, 400 pages,  (ISBN 9782262102838).

### Poésie
- Jonathan Charette, Nisso : la cité sur le soleil, Éditions du Noroît, Montréal.
- Charlotte Francœur, Adieu les crevettes, Éditions du Noroît, Montréal.
- Diane Régimbald (illustration Odile Massart), Échographies, L'Atelier des Noyers, Perrigny-lès-Dijon : Finaliste du Prix Mallarmé 2024.
- Mathieu Simoneau, Des longueurs dans le crépuscule, Éditions du Noroît, Montréal.

### Publications
- Jean-Pierre Thiollet, Hallier, tout feu tout flamme, avec une contribution de François Roboth, Neva éditions, novembre 2023, 336 pages.  (ISBN 978-2-35055-309-2)

### Romans

#### Auteurs francophones
1er janvier :
- Guerre des mafias, Tome 5 : Le Traqueur sauvage de Maggie Cole
- Malhone L'intégrale Jacques Camut
- The House on Watch Hill de Karen Marie Moning
- Amours élémentaires, Tome 5 : Zephyr de Kyra Snow
- Le Sang des Highlands, Tome 3 : Leçons de sang de A. S. Green
- Men of Inked : Tout feu tout flamme, Tome 2 : Brûler de Chelle Bliss
- Alicia Smith (T1 à T3) de Julie Saurel

1er avril :
- Barbara Cartland, Une trop jolie écossaise, Edition J'ai lu
- Barbara Cartland, Un paradis pour Wanda, Edition J'ai lu
- Barbara Cartland, Courageuse Angelina, Edition J'ai lu
- Patrick Grainville, Trio des Ardents, éditions du Seuil

#### Auteurs traduits
- Wole Soyinka, Chroniques du pays des gens les plus heureux du monde, traduit de l’anglais (Nigéria) par David Fauquemberg et Fabienne Kanor, Le Seuil, Paris.
- Freida McFadden, La Femme de ménage, traduit de l'anglais (États-Unis) par Karine Forestier, City Editions.

## Prix littéraires
- Grand prix du livre de Montréal : Andréane Frenette-Vallières, pour Tu choisiras les montagnes, aux Éditions du Noroît

## Décès
- 1er janvier : Lise Nørgaard, journaliste, écrivaine et scénariste danoise.
- 2 janvier : Catherine David, écrivaine et critique littéraire franco-américaine.
- 7 janvier : Russell Banks, écrivain américain.
- 18 janvier : Jacques Jarry, linguiste et archéologue français.
- 21 janvier : Georges Banu, essayiste, dramaturge et critique de théâtre roumain naturalisé français.
- 1er février : René Schérer, philosophe français.
- 3 février : Alain Lacouchie, poète et illustrateur français.
- 6 février : Agnès Laroche, autrice française de littérature jeunesse.
- 12 février : Robert Sauzet, historien français.
- 13 février : Suzanne Sens, biographe et autrice française de littérature jeunesse.
- 19 février : Daniel Roche, historien moderniste français.
- 1er mars : Anise Koltz, poétesse et écrivaine luxembourgeoise germanophone et francophone.
- 3 mars : Kenzaburō Ōe, écrivain japonais.
- 5 mars : 
  - Claire Etcherelli, romancière française.
  - Sylviane Telchid, professeure, écrivaine et traductrice guadeloupéenne, militante de la reconnaissance de la langue créole.
- 11 mars : Michel Peyramaure, romancier français.
- 12 mars : Isabel Colegate, romancière britannique.
- 17 mars : Jorge Edwards, écrivain et diplomate chilien puis espagnol.
- 22 mars : Jean-Marie Apostolidès, universitaire, écrivain, essayiste et dramaturge français.
- 26 mars : D.M.Thomas, écrivain, poète, traducteur et éditeur britannique.
- 10 avril : Anne Perry, autrice de roman policier.
- 14 avril : Abel Posse, écrivain, diplomate et journaliste argentin.
- 19 avril : Yehonathan Geffen, écrivain, poète, parolier et journaliste israélien.
- 4 mai : Henri Coulonges, écrivain français.
- 5 mai : Philippe Sollers, écrivain français.
- 31 mai : Sophie de Sivry, éditrice française.
- 4 juillet : Denise Bombardier, écrivaine canadienne francophone  (° 18 janvier 1941).
- 8 juillet : Alain Besançon, historien français.
- 10 juillet : Jean-Jacques Becker, historien contemporanéiste français.
- 11 juillet : Milan Kundera, écrivain tchèque naturalisé français.
- 24 juillet : Seiichi Morimura, écrivain japonais.
- 28 juillet : Martin Walser, écrivain allemand.
- 13 octobre : Louise Glück, poétesse américaine, prix Nobel de littérature (2020)
- 17 novembre : A.S. Byatt, écrivaine britannique.
- 22 novembre : Émile Martel, diplomate, poète, écrivain conteur et traducteur québécois (° 10 août 1941).